# Фафальджи
Фафальджи (фр. Fafaldji) — деревня в Чаде, расположенная на территории региона Канем.

## География
Деревня находится в западной части Чада, к северо-востоку от города Мао, на высоте 320 метров над уровнем моря. Фафальджи расположена на расстоянии приблизительно 232 километров к северо-северо-востоку от столицы страны Нджамены. Ближайшие населённые пункты: Латум, Магарафо, Муна-Муна, Мелазоде, Медекуру, Бинда, Телелинга.
Климат деревни характеризуется как аридный жаркий (BWh в классификации климатов Кёппена).

## Транспорт
Ближайший аэропорт расположен в городе Мао.